# Верхние Ирныкши
Верхние Ирныкши (баш. Үрге Ырныҡшы) — деревня в Абзановском сельсовете Архангельского района Республики Башкортостан России.

## Население
| 2002 | 2009 | 2010 |
| ---- | ---- | ---- |
| 102  | ↘81  | ↘75  |

Согласно переписи 2002 года, преобладающие национальности — русские (57 %), башкиры (37 %).

## Географическое положение
Расстояние до:
- районного центра (Архангельское): 10 км,
- центра сельсовета (Абзаново): 4 км,
- ближайшей железнодорожной станции (Приуралье): 19 км.